# Коне, Адама
Адама Коне (фр. Adama Koné; род. 20 ноября 1954, Буафле) — ивуарийский политический и государственный деятель и экономист, министр экономики и финансов (2017—2019).

## Биография
Родился 20 ноября 1954 года в Буафле, Кот-д’Ивуар. Окончил государственный Университете Абиджана, где получил степень бакалавра в области экономических исследований. После окончания университета он переехал в США, где получил степень магистра делового администрирования в области финансовых и бухгалтерских учётов в Университете Адельфи в Нью-Йорке. Позднее он также получил степень магистра в Национальной школе администрации Кот-д'Ивуара в области управления финансами.
С 1982 года Коне работал в ряде государственных предприятий и учреждений, где отвечал за ведение их финансовой политики. В 1994 году он был назначен финансовым директором нового издательского общества страны, занимая этот пост до 2000 года. Впоследствии он на протяжении одного года занимал должность старшего аудитора-инспектора государственного казначейства, а затем был повышен до заместителя его генерального директора.
11 января 2017 года Коне вошёл в состав правительства Кот-д'Ивуара качестве министра экономики и финансов. 4 сентября 2019 года на этом посту его сменил Адама Кулибали.